# Équipe d'Algérie de football en 1995
L'équipe d'Algérie de football participe lors de cette année aux Qualifications à la Coupe d'Afrique des nations de football 1996. L'équipe d'Algérie est entraînée par Rabah Madjer , Ali Fergani.

## Déroulement de la saison

### Classement FIFA 1995
Le tableau ci-dessous présente les coefficients mensuels de l'équipe d'Algérie publiés par la FIFA durant l'année 1995.
| Mois | janv. | fév. | Mars | Avril | Mai | Juin | Juillet | Août | sept. | oct. | nov. | déc. |
| Rang | 57    | 54   | 54   | 53    | 55  | 57   | 56      | 50   | 50    | 51   | 47   | 48   |

### Classement de la CAF
Le tableau ci-dessous présente les coefficients mensuels de l'équipe d'Algérie dans la CAF publiés par la FIFA durant l'année 1995.
| Mois | janv. | fév. | Mars | Avril | Mai | Juin | Juillet | Août | sept. | oct. | nov. | déc. |
| Rang | 13    | 11   | 11   | 12    | 12  | 14   | 12      | 12   | 11    | 11   | 9    | 11   |

## Les matchs
| Date             | Stade, Ville, Pays                            | Adversaire    | Score | Comp | Buteurs algériens                                      |
| 8 janvier 1995   | stade du 5-Juillet-1962 Alger, Algérie        | Égypte        | 1 - 0 | QCAN | Dziri 16e (pen.)                                       |
| 21 janvier 1995  | William Mkapa Stadium Dar es Salam, Tanzanie  | Tanzanie      | 2 - 1 | QCAN | Kamel Kaci-Saïd 21 e                                   |
| 7 avril 1995     | stade du 5-Juillet-1962 Alger, Algérie        | Éthiopie      | 2 - 0 | QCAN | Tasfaout 17e 32e                                       |
| 24 avril 1995    | Khartoum Stadium khartoum, Soudan             | Soudan        | 2 - 0 | QCAN | nb : match gagné sur tapis-vert !                      |
| 2 juin 1995      | stade du 5-Juillet-1962 Alger, Algérie        | Ouganda       | 1 - 1 | QCAN | Tasfaout 16e                                           |
| 14 juillet 1995  | Stade international du Caire Le Caire, Égypte | Égypte        | 1 - 1 | QCAN | Kaci-Saïd 42e                                          |
| 22 juillet 1995  | stade du 5-Juillet-1962 Alger, Algérie        | Tunisie       | 2 - 1 | A    | Lazizi 81e, Kaci-Saïd 89e                              |
| 30 juillet 1995  | stade du 5-Juillet-1962 Alger, Algérie        | Tanzanie      | 2 - 1 | QCAN | Marsha 29e (csc), Amrouche 59e                         |
| 21 octobre 1995  | Stade omnisports Modibo-Keïta Bamako, Mali    | Mali          | 0 - 2 | A    | Zekri 33e 51e                                          |
| 3 novembre 1995  | Stade olympique d'El Menzah Tunis, Tunisie    | Mauritanie    | 4 - 0 | A    | Zekri 24e, Dahleb 42e, Meftah 53e, Belatoui 74e (pen.) |
| 5 novembre 1995  | Stade olympique d'El Menzah Tunis, Tunisie    | Tunisie       | 2 - 0 | A    | -                                                      |
| 26 novembre 1995 | Stade Omnisports Libreville, Gabon            | Côte d'Ivoire | 0 - 0 | A    | -                                                      |
| 28 novembre 1995 | Stade Omnisports Libreville, Gabon            | Cameroun      | 4 - 0 | A    | Meçabih 13e 50e, Guechir 20e 31e                       |
| 30 novembre 1995 | Stade Omnisports Libreville, Gabon            | Gabon         | 2 - 1 | A    | Dziri 20e (pen.)                                       |
| 2 décembre 1995  | Stade Omnisports Libreville, Gabon            | Côte d'Ivoire | 0 - 0 | A    | -                                                      |

Légende: A : Match amical  / QCAN : Qualifications à la Coupe d'Afrique des nations de football 1996

### Bilan
| Rang | Équipe  | Pts | J  | G | N | P | Bp | Bc | Diff |
| ---- | ------- | --- | -- | - | - | - | -- | -- | ---- |
| #    | Algérie | 25  | 15 | 7 | 4 | 4 | 21 | 12 | +9   |

### Matchs Détaillés
- Algerie bat le club gabonais  FC 105 par (3 - 1 ) le mardi 5 décembre 1995 a Libreville  Gabon buts :- Messabih   21e ,  22e , Dziri    55e / Ondena   36e .
- Source : - El-Moudjahid du jeudi 7 décembre 1995 page 19 .